# Stephanie Says
„Stephanie Says“ je píseň americké skupiny The Velvet Underground. Jejím autorem je frontman skupiny – zpěvák a kytarista Lou Reed. Poprvé byla vydána na kompilačním albu VU v únoru roku 1985, tedy řadu let po rozpadu kapely. Jde o jednu ze dvou písní, kterou kapela nahrála ve dnech 13. a 14. února 1968 ve studiu A&R Studios na západní 48. ulici č. p. 112 v New Yorku. Druhou nahranou byla „Temptation Inside Your Heart“. Přestože na albu VU jsou coby producenti písně uvedeni členové The Velvet Underground, při nahrávání tuto funkci zastával zvukař Val Valentin.
Na albu VU píseň vyšla v novém mixu, který byl proveden v roce 1984. O deset let později píseň vyšla také na výběru Peel Slowly and See. Po dalších deseti letech vyšla taktéž na desce Gold, přičemž zde byl vůbec poprvé vydán její původní mix z roku 1968. Na nahrávce se dále podíleli John Cale, Sterling Morrison a Maureen Tuckerová. Cale hraje na violu, a to ne stylem „drone“, nýbrž mnohem standardněji. Podle Morrisona byly písně nahrány za účelem vydání na singlu, k čemuž však nikdy nedošlo. Oficiálně píseň tedy vyšla až v roce 1985, ale Reed – již na sólové dráze – píseň přepsal a pod názvem „Caroline Says (II)“ vydal na svém albu Berlin. Textově je píseň až na pár detailů zcela odlišná. Není zřejmé, o kom píseň pojednává – kdo je žena Stephanie, které se v písni přezdívá „Aljaška“. Podle Calea jde o manažera kapely Steva Sesnicka, protože „podle Loua [Reeda] je každý gay.“
Píseň byla použita ve filmu Taková zvláštní rodinka (2001) režiséra Wese Andersona. Samotná kapela píseň při svých koncertech nehrála, ale John Cale jí roku 2018 zahrál při svém vystoupení v Londýně. Přestože se píseň v době existence kapely nedočkala vydání a nepatří tak k nejznámějším skladbám skupiny, dočkala se řady coververzí. Kytarista Lee Ranaldo vydal svou verzi na tributním albu nazvaném Heaven & Hell (1990) a později rovněž vyšla na zkráceném albu Fifteen Minutes (1993). Hudebníci Keren Ann a Barði Jóhannsson nahráli svou verzi písně na svou desku Lady and Bird (2003). Nizozemská kapela Bettie Serveert vydala píseň na albu Plays Venus in Furs and Other Velvet Underground Songs (1998). Francouzský zpěvák Rodolphe Burger nahrál její coververzi na desku This Is a Velvet Underground Song That I'd Like to Sing. Zpěvačka Amanda Palmerová skladbu parafrázuje v textu své písně „Blake Says“ z alba Who Killed Amanda Palmer (2008).